# バランス釜

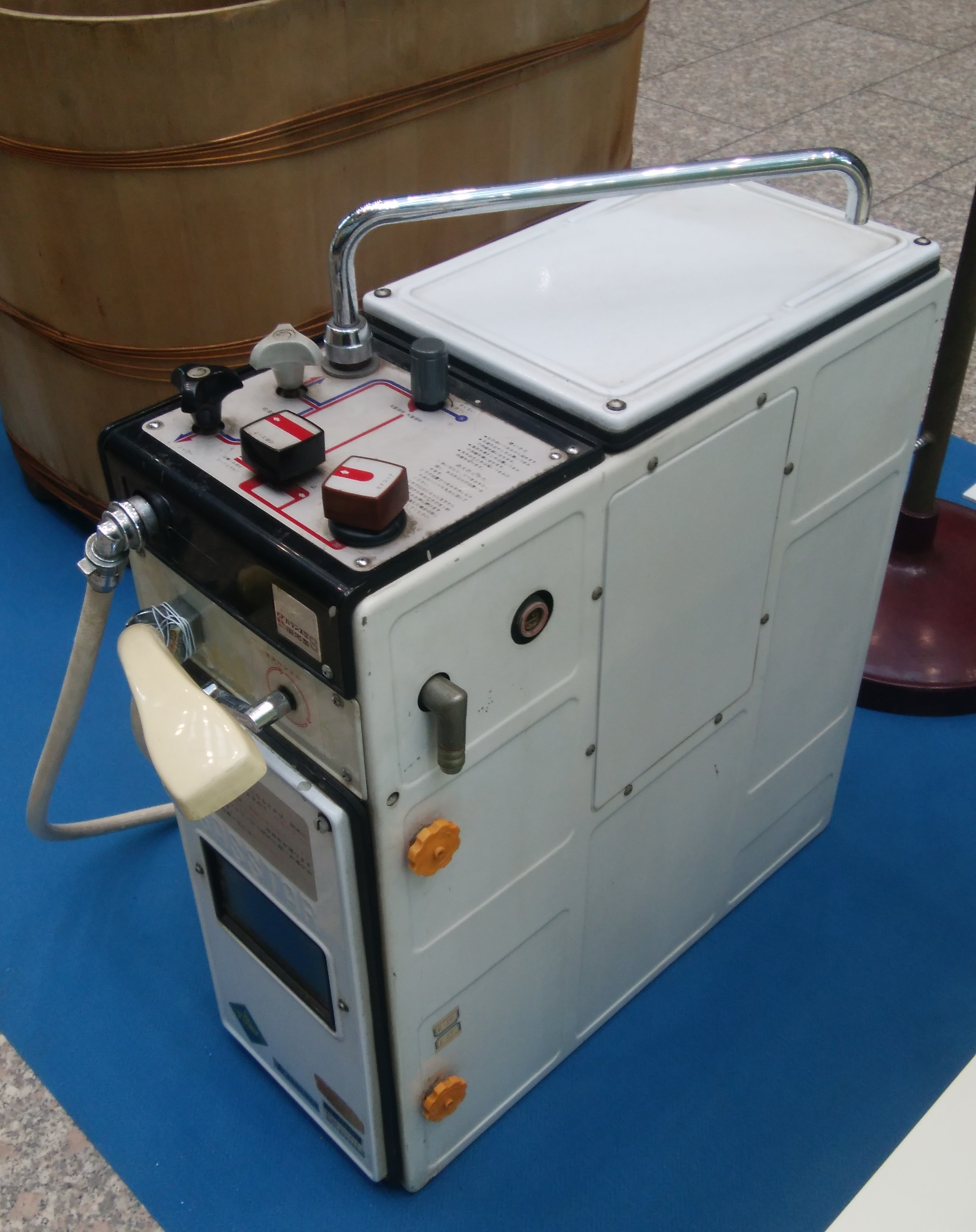
関東ガス器具株式会社（現ガスター）製のバランス釜（1967年製造）。上部の銀色のパーツは蛇口（カラン）で、稼働後はここから湯を隣にある浴槽に供給する。手前についているノズルに接続されたプラスチックのパーツはシャワー。

バランス釜(ばらんすがま)は、バランス型風呂釜の通称で、自然給排気(英: balanced flue)(BF)式の給排気を採用したガス風呂釜である。
1965年に関東ガス器具（現・ガスター）が他に先駆けて開発したこのバランス釜は公団住宅向け需要を中心に全国的に普及していったが、その後は屋外壁掛け式の給湯器が主流となったために衰退傾向にある。
これは、住宅の集中給湯システム化が進んだことやバランス釜の多くの欠点が忌避されたことなどによる。
そして、1990年代以降に建築された住宅では、バランス釜はほとんど見られない。
多くのバランス釜は、シャワーや上がり湯の給湯用に別系統の燃焼部と熱交換器を備えている。
しかし、一般的なガス給湯器の給湯能力が16号以上であるのに対して、バランス釜のそれは最大の能力を持つ機種でも8.5号となっており、大きな差がある。なおバランス釜は「都市ガス用」と「個別プロパン用」の2種類が製造されており、使用する家庭および地域のガス種に適合した器具を用いないと「不完全燃焼による一酸化炭素中毒や火災」・「ガス漏れによる爆発事故や中毒」を招く危険がある。またリフォームなどのため機器・配管・メーター・ボンベを移設したり、オール電化へ切り替えるためガス工作物を撤去する場合は「ガス事業者への連絡」が義務付けられており、無資格者がガス工作物を無断で撤去・移設する行為は法律で禁止されている（ガス機器設置および撤去工事は「ガス工事担任者資格を有する人が行う」よう規定）。加えて旧式の「内釜式風呂（現在は生産・販売を終了し・新築住宅への設置も法律で禁止された、室内の空気を用いて燃焼し排ガスを屋外へ出す半密閉式=CF式風呂釜）」を設置した浴室に換気扇を取り付けると、排ガスが室内へ逆流し一酸化炭素中毒を起こす危険がある。
かつては自動湯張り機能を持つバランス釜が製造されていたが、制御基板が浴室内の湿気に耐えられずに誤動作や故障を起こすことが多いために製造が中止された。
それ以後に発売されたバランス釜は自動湯張り機能を持たない。
また、2011年4月以降に発売されたものは全て空焚き防止機能を備えている。さらに点火操作及び安全装置の動力源として乾電池（単1型2本）を用いている（必ずアルカリ乾電池を使用。通常使用では約1年で交換。口火を消し忘れると電池は約1ヶ月で消耗）。

## 特徴
バランス釜は、住宅の浴室内に浴槽と並べて設置され、浴槽用に確保できる面積が圧迫される要因となる。
その一方で、燃焼のための給排気は屋内とは完全に遮蔽され屋外に直結した給排気筒を通して行われる。
同一雰囲気の室外に給排気口が出ている構造になっているため、常に吸気と排気のバランスが取れている。
つまり、屋内の空気を燃焼に使用し屋外に排気する半密閉式の製品と比較して、風雨の影響による不完全燃焼ひいては浴室内での一酸化炭素中毒事故や空気の汚染が発生しにくい。
浴槽と2本のパイプでつながっている風呂釜内部で湯がバーナーの燃焼で温められて自然対流によって上方の管から浴槽に送り出されると同時にその分だけ浴槽下部の冷水が下方の管から風呂釜内部に引き入れられて、浴槽内の湯が焚かれる。
長所
- 燃料となる都市ガスもしくはプロパンガスのどちらかと上水道および下水道のみで使用可能である。
- 使用時に外部電力を要さない(圧電式もしくは乾電池式)ために停電の影響を受けない。

短所
- 設置箇所は浴槽の隣りでなければならず、レイアウトの自由度に欠ける。
- 給湯配管を接続すれば、浴室外の他栓への給湯が可能な機種もあるが、その場合は口火を点火しておかなければならず、簡便さに欠ける。
- 浴槽には追焚用として2つの開口が必要で、固定式もしくは半固定式浴槽を使用したユニットバスには対応できない。
- 一般的な給湯器と比べバーナー容量が小さく、湯張りにかかる時間が長い。
- 口火を長時間にわたって燃焼させ続けると、ガス(マイコン)メーターがガスの漏洩として誤検知しうる。
- 点火操作を何度も繰り返すと未燃ガスが機器内部に溜まり、異常着火による爆発事故を引き起こす場合がある。
- 浴槽と風呂釜を結ぶパイプの上部まで水を張っていなかったり、浴槽の水栓の摩耗や抜けで水漏れが起こると、空焚きによる火災の危険性がある。
- 風呂釜設置場所の排水口が詰まると、風呂釜内部が冠水し、その故障や不着火が引き起こされる。
- 自然循環方式のため、追い焚きだけでは浴槽の上部だけが熱くなる。
  - 入浴時には使用者が浴槽内の湯を撹拌し、その温度を均一化させなければならない。
  - その原理によって、風呂釜内部に湯垢や汚れが溜まりやすい。

- 設置の都合上の問題で、浴槽の裏側や風呂釜の裏側は清掃が困難である。
- 浴室内の壁に外部に直結する開口部を吸排気用に開けておかねばならない。

### 方式
BF式は、設置場所によって構造が更に細分化される。
外壁(BF‐W)式
建物の外壁に面する浴室内で風呂釜の給排気筒を屋外に出せる場合に用いられる。
風呂釜後部からほぼ同じ高さの浴室壁面に設けた四角い開口部から給排気筒が屋外に露出する構造。

二本管(BF-DP)式
風呂釜上部から給気と排気の2本のパイプを延長させて浴室上部の壁面を貫通させる
浴室内で不完全燃焼によるガス中毒・酸欠事故を引き起こす可能性を有する半密閉式燃焼器具である自然排気(CF)式および強制排気(FE)式の風呂釜の代替として用いられる

チャンバー(BF‐C)式
ガス機器の設置箇所が開放廊下に面しており、そこにチャンバー室と呼ばれる給排気用の専用空間が設けられている場合に用いられる。

ダクト(BF‐D)式
ガス機器の設置箇所が外壁にも開放廊下にも面しておらず、建物に給排気専用のダクトスペースを設けて設置する場合に用いられる。
ダクトの形状には、ダクト頂部が風圧帯でない場合に用いられるSEダクトと、頂部を風圧帯内にも出せるUダクトの2種類がある。
一般的に、ダクト内部は外気に比べて酸素濃度が低くなるため、設置には低酸素環境でも燃焼が可能な、共用ダクト専用品を設置する必要がある。

### 操作
運転ダイヤルを「着火」位置まで押し回し、その状態のまま着火ハンドルを回転させると、口火がつく。
この時、風呂釜の内部で青く燃焼する口火が点火確認窓から見える。
口火が着火したら、「給湯」や「追い焚き」のそれぞれの位置まで運転ダイヤルを回すことでバーナーが燃焼する。
この点火操作には必ず両手が必要である。
一方、片手で操作可能な方式もあり、運転ダイヤルを「着火」位置まで回した後「口火」位置に戻すと点火するが、点火しない場合はダイヤルを一度「止」位置に戻してやり直す必要がある。
どちらの方式も口火の点火の確実性が乏しく、点火確認窓を定期的に清掃しないと点火状態が見えにくくなる。
メーカー各社間でこの問題点について協議が行われ、2011年4月以降に発売されたバランス釜に関しては、乾電池による連続放電で口火に点火させてその着火をランプで表示させる方式に統一された。
給湯機能を持つバランス釜では、浴槽に直接給湯して湯張りした後に、温度調整目的で補助的に追い焚きを行う。 一方、給湯機能を持たない製品では使用者が浴槽に水を張ってから、追い焚きを行う。このため、給湯機能を持つものと持たないものを比較すると、後者のほうが大きい追い焚き能力を備えている。

### 追い焚きにおける問題
バランス釜は自然循環式で追い焚きを行う。具体的には、水の温度変化による密度の違いを利用している。
比重の大きい冷水は浴槽下部に留まるが、風呂釜内部で加熱された温水は、比重が小さくなり上部のパイプから浴槽内に流れ出ようとする。この水の流れにより浴槽下部の冷たい水が風呂釜内へ流れ込み加熱されるというサイクルが発生する。循環パイプが風呂釜から浴槽に向かって上向きの勾配で接続されていれば、湯は風呂釜と浴槽の間を滞りなく循環することができる。
しかし、施工ミス等の理由で、上部のパイプが風呂釜から浴槽へ向かって下向きの勾配となった場合には、加熱された水が風呂釜の吐口で滞留してしまうことがある。この状態が続くと、この滞留した水が風呂釜内部で部分的に沸騰してしまい、風呂釜本体を大きく振動させることとなる。このような現象は「釜鳴り」と呼ばれる。
また、循環水の流れが比重の違いのみによるため、ゆっくりとした流れしか発生しない。このため、風呂釜内部の熱交換器や、浴槽との接続部であるパイプ内に湯垢と呼ばれる汚れが溜まりやすい。

## 更新・代替
1983年に、バランス釜設置用に穿たれた建物の給排気口用の穴を活かして、大規模なリフォームを必要とせずに更新設置可能な壁貫通型風呂給湯器が東京ガスによって開発された。
その後、ガスターと日立化成がライセンス製造を手掛けて、それぞれをリンナイ(ホールインワン)およびノーリツ(バスイング)とハウステック(カベピタ)が引き継いで販売している。
このような型の給湯器は、パックイン型風呂給湯器やホールインワン型風呂給湯器とも呼称される。
これは従来のバランス釜の給排気トップの寸法内に給湯器本体を格納することで、浴槽内にあった風呂釜部分のスペースを不要とし、その分だけ大きな浴槽を設置可能にしている。
この方式の給湯器は給湯だけを行う給湯専用機と、給湯と浴槽の追い焚きの両方が可能な風呂給湯器が生産されている。
壁貫通型風呂給湯器は、リモコン制御で完全自動での湯張り・水位または湯量の設定・沸きあげ・保温・足し湯等の制御を可能にしていて、保持している機能の組み合わせによって「フルオート」・「オート」・「マニュアル」・「給湯専用」に分類される。
ただし、制御用にAC100V電源を必要とする。
このため、内線規程により浴室内にはコンセントが設置不可能なこともあって、電源コードを壁や天井を貫通するように加工して浴室外に設置した電源に接続させる必要がある。
なお、公営住宅などの場合にはこれらの施工が許可されずに壁貫通型風呂給湯器を設置できない場合が多い。